# 幻獣旅団
『幻獣旅団』（げんじゅうりょだん）は、1998年にアクセラから配給されたスーパーファミコン（以下SFC）専用ソフトである。ジャンルは戦略シミュレーションゲーム。